# Dialytrichia mucronata
Dialytrichia mucronata är en bladmossart som beskrevs av Brotherus 1902. Dialytrichia mucronata ingår i släktet Dialytrichia och familjen Pottiaceae. Inga underarter finns listade i Catalogue of Life.